# Donat Ier de Melun
Pour les articles homonymes, voir Melun (homonymie).
Donat Ier de Melun (v. 790 - † av. 866), « comte de Melun » en 830 et missus dominicus dans la province de Sens.

## Origines et liens familiaux
On ne connaît pas son ascendance, mais quelques auteurs pensent qu’il serait le fils de Gauzlin, comte du Maine, et de sa femme Adeltrude. Il s’était marié avec Landrade, fille probable de Bégon, comte de Paris. De cette union, Donat eut six enfants :
- Gauzlin, missu dominicus en Bourgogne en 865, et comte de Bassigny ;
- Gontier ;
- Hugues, comte de Bassigny ;
- Waltrude (ou Waudru) ;
- Robert, évêque du Mans à partir de 857 à 883 ;
- Boson.

## Biographie
Vers 814, Donat reçut en bénéfice la terre de Neuilly-en-Orceois (maintenant Neuilly-Saint-Front dans l’Aisne) de Louis le Pieux, et avait essayé de l’usurper en faisant fabriquer un faux document avec l’aide de son allié, ou plutôt son beau-père, le comte Bégon de Paris († 816), dans le but d’en assurer l’hérédité. L’archevêque Hincmar fera tout pour récupérer la terre de Neuilly, donné jadis par Carloman vers 767/769 à l’église de Reims.
En 834, il fut dépouillé de ses Bénéfices par Louis le Pieux pour avoir suivi le parti de Lothaire Ier lors de sa révolte contre son père. Quelques années après il revint en faveur auprès du nouveau roi, Charles le Chauve.
Il fut envoyé comme missus en 837, dans la province ecclésiastique de Sens avec son oncle Jérémie, archevêque de Sens. On le retrouve encore Missus en 853, cette fois accompagné d’un comte Odon ou (Eudes) et de l'archevêque Wenilon (ou Ganelon).
Une seconde trahison se produit en 858, Landrade et ses fils suivent un grand nombre de comtes et passent dans le camp de Louis le Germanique.